# Tachytrechus guangxiensis
Tachytrechus guangxiensis är en tvåvingeart som beskrevs av Zhang, Yang och Kazuhiro Masunaga 2004. Tachytrechus guangxiensis ingår i släktet Tachytrechus och familjen styltflugor. Inga underarter finns listade i Catalogue of Life.